# Вестерборк (село)
Вестерборк (нід. Westerbork, нід. вимова: [ˈʋɛstərˌbɔr(ə)k]) — село в нідерландській провінції Дренте. Входить до муніципалітету Мідден-Дренте.
Його площа становить 16,26 км², а населення станом на 2021 рік складало 4 705 осіб.
Перша згадка про населений пункт датується 1206 роком. До 1998 року мало статус окремого муніципалітету.
Поблизу села під час Другої Світової війни був розміщений однойменний концентраційний табір. 1970 року на місці концтабору було збудовано радіотелескоп Вестерборк.